# Casa de Abassi

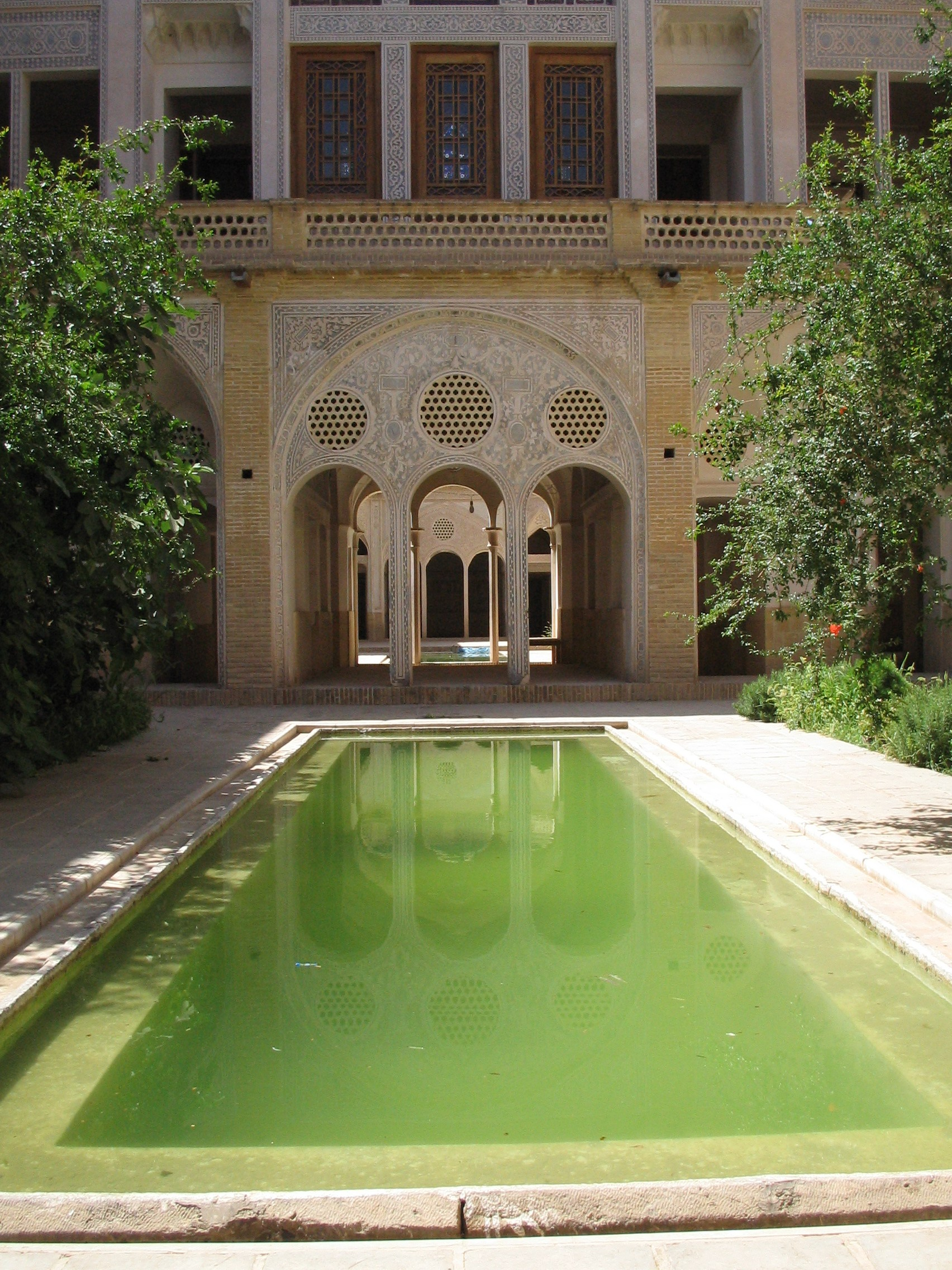
Vista do interior de um dos muitos pátios da Casa de Abassi

A Casa de Abassi (Khaneh Abbasis ha) é um palácio do Irão, constituindo uma grande residência histórica tradicional localizada em Caxã, província de Ispaã.
Construído no final do século XVIII, o palácio é um belo exemplo da arquitectura residência caxani. O edifício serviu de habitação a um famoso clérigo e à sua família. Possui seis pátios, os quais providenciam um microcosmos de tranquilidade para os seus habitantes.
Fica localizado nas proximidades do Casa de Tabatabaei, no velho centro histórico de Caxã.
Um dos quartos possui um tecto desenhado com pedaços de espelho, dando a impressão de um céu estrelado devido ao tremeluzir nocturno das velas. O palácio possui várias passagens secretas, talvez desenhadas para permitir a fuga da família em situações de invasão e emergência.
A Casa de Abassi acolhe, actualmente, um museu, sendo protegido pela Organização do Património Cultural do Irão.

## Galeria de imagens

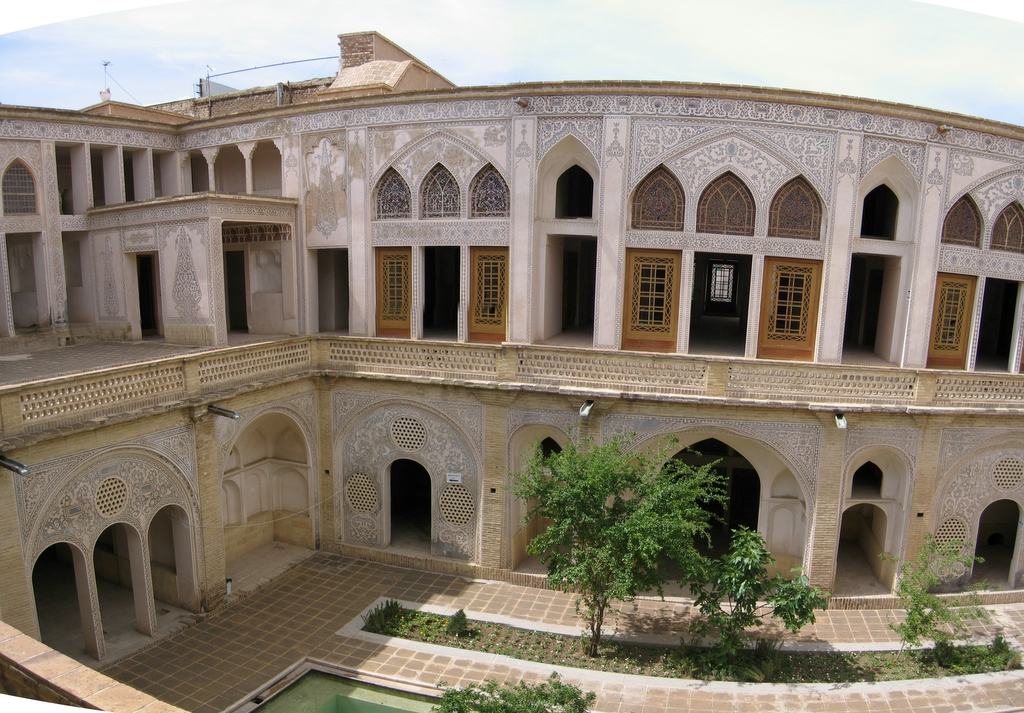
Vista panorâmica de um dos pátios
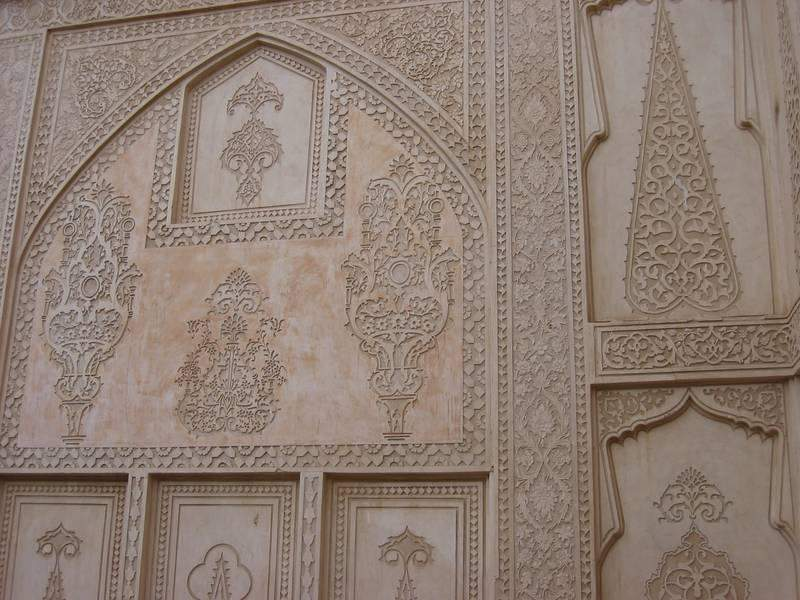
Detalhe da decoração